# 発電所カード
発電所カード（はつでんしょカード）は、日本の発電施設のパンフレット型広報カードである。インフラカードのひとつである。

## 概要
2015年（平成27年）に山口県企業局が23年ぶりの新規着工となった平瀬発電所の着工を記念し、配布したのが始まりである。
マンホールカードをヒントに作成されたデザインであり、発電所見学などの景品として配布されるほか、主にダムや道の駅で配布されている。
統一された形式は無く、長野県などは発電所カード、北海道は水力発電所カード、愛知県は小水力発電カードという名称で発行している。
配布終了すると、基本的に増刷はしていない。
発祥の山口県内では建設中の発電所のカードも存在する。

## 発電所カード
北海道
北海道電力子会社のほくでんエコエナジーが作成している。
- 洞爺発電所
- サンル発電所
- 仁宇布川発電所

岩手県
岩手県企業局が作成している。
- 胆沢第二・胆沢第四発電所
- 岩洞第一発電所
- 岩洞第二発電所
- 仙人発電所
- 四十四田発電所
- 御所発電所
- 滝発電所
- 北ノ又・北ノ又第二・北ノ又第三発電所
- 入畑発電所
- 松川発電所
- 早池峰発電所
- 稲庭高原風力発電所
- 柏台発電所
- 相去太陽光発電所
- 胆沢第三発電所
- 高森高原風力発電所
- 簗川発電所

秋田県
秋田県公営企業課が作成している。
- 柴平発電所
- 八幡平発電所
- 八幡平第二発電所
- 素波里発電所
- 山瀬発電所
- 萩形発電所
- 大松川発電所
- 板戸発電所
- 皆瀬発電所
- 岩見発電所
- 杉沢発電所
- 玉川発電所
- 鎧畑発電所
- 田沢湖発電所

栃木県
栃木県企業局が作成している。
- 五十里発電所
- 川治第一発電所
- 川治第二発電所
- 小百川発電所
- 小網発電所
- 木の俣発電所
- 東荒川発電所
- 足尾発電所
- 深山発電所
- 板室発電所

神奈川県
- 湘南ベルマーレ愛川太陽光発電所
- 愛川第1発電所

長野県
長野県企業局が作成している。
- 奥裾花発電所
- 奥裾花第2発電所
- 裾花発電所
- 菅平発電所
- 横川蛇石発電所
- 奥木曽発電所
- 美和発電所
- 高遠さくら発電所
- 春近発電所
- 西天竜発電所
- 与田切発電所
- 小渋第2発電所
- 四徳発電所
- 小渋第1発電所
- 小渋第3発電所
- 大鹿発電所
- 大鹿第2発電所
- 小渋えんまん発電所
- くだものの里まつかわ発電所
- 信州もみじ湖発電所
- 川中島水素ステーション

岐阜県
岐阜県農業用水利活用小水力発電推進協議会が作成している。
- 宮地清流発電所
- 飛鳥川用水清流発電所
- 名倉清流発電所
- 下辻南清流発電所
- 諸家清流発電所
- 板取川清流発電所
- 石徹白清流発電所
- 阿多岐清流発電所
- 石徹白番場清流発電所
- 気良布平清流発電所
- 干田野清流発電所
- 恵那・鎌瀬用水清流発電所
- 加子母清流発電所
- 石神用水清流発電所
- 荘川清流発電所
- JAひだ・数河清流発電所
- 戸ケ野用水清流発電所
- 揖西発電所
- 揖東発電所

新潟県
東北電力ネットワーク佐渡電力センターが作成している。
- 両津火力発電所
- 相川火力発電所

愛知県
愛知県農業用水小水力等発電推進協議会が作成している。
- 北浜川西小水力発電施設
- 羽布ダム小水力発電施設
- 四谷小水力発電施設
- 大内小水力発電施設
- 敷島小水力発電施設
- 篠目童子小水力発電施設
- 高里第１小水力発電施設
- 二川発電所小水力発電施設
- 大島ダム発電所小水力発電施設
- 稲橋小水力発電施設
- 中井筋発電所小水力発電施設
- 西尾小水力発電施設
- 宇連ダム発電所小水力発電施設
- 駒場池流入工小水力発電施設
- 佐布里分水口小水力発電施設

山口県
山口県企業局が作成している。
- 宇部丸山発電所
- 平瀬発電所（建設中）
- 相原発電所
- 新阿武川発電所
- 木屋川発電所
- 佐波川発電所
- 小瀬川発電所
- 生見川発電所
- 本郷川発電所
- 水越発電所
- 菅野発電所
- 末武川発電所
- 徳山発電所

宮崎県
宮崎県企業局が作成している。
- 上祝子発電所
- 祝子発電所
- 祝子第二発電所
- 浜砂発電所
- 渡川発電所
- 石河内第一発電所
- 立花発電所
- 三財発電所
- 綾第二発電所
- 田代八重発電所
- 綾第一発電所
- 猿瀬発電所
- 岩瀬川発電所
- 酒谷発電所